# Ernst Deger

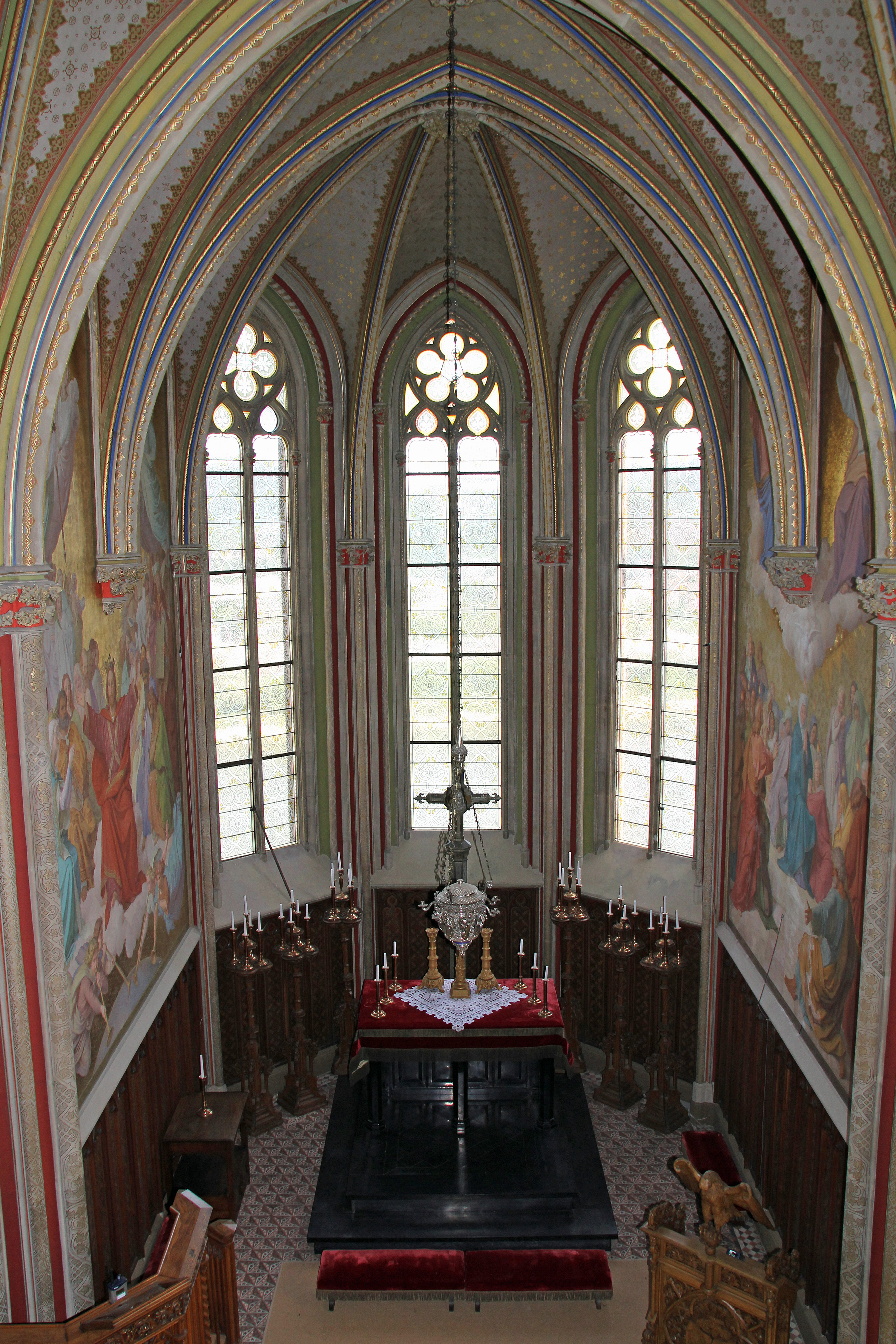
Inneres der Kapelle von Schloss Stolzenfels mit den 1853 bis 1858 geschaffenen nazarenischen Monumentalfresken von Ernst Deger

Ernst Deger (* 15. April 1809 in Bockenem bei Hildesheim; † 27. Januar 1885 in Düsseldorf) war ein deutscher Maler. Durch seine im Stil der Nazarener gehaltenen religiösen Gemälde gilt er als ein Hauptvertreter der Düsseldorfer Malerschule auf dem Gebiet der christlichen Kunst.

## Leben und Werk

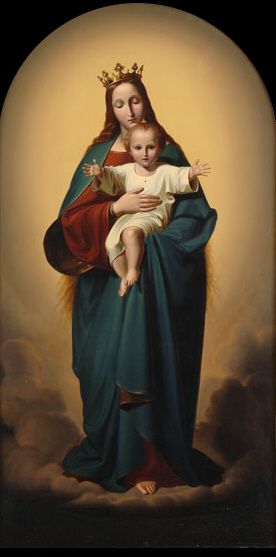
Maria als Himmelskönigin mit dem Jesuskind, 1836/1837, kleinere Version des Seitenaltarbildes in der Düsseldorfer Andreaskirche

Ernst Deger studierte ab 1828 an der Berliner Kunstakademie und wechselte 1829 an die Kunstakademie Düsseldorf, wo er bei Wilhelm von Schadow studierte. 1834–1835 war er Schüler der dortigen „Meisterklasse“. Im Auftrag des Kunstvereins für die Rheinlande und Westfalen schuf er 1836/1837 ein Altarbild für St. Andreas (Düsseldorf), das Maria als „Himmelskönigin“ zeigt und bald zu einem der populärsten religiösen Bilder der Düsseldorfer Malerschule avancierte. Es fand als kleines Andachtsbildchen einen Weg in zahlreiche katholische Gebetbücher, war aber auch als großformatiger Wandschmuck recht beliebt. Offensichtlich hat Deger mit seiner Darstellung Marias als Himmelskönigin, die in ihren Armen das Jesuskind hält, genau den religiösen Geschmack seiner Zeit getroffen. Das Bild erreicht seine Wirkung vor allem dadurch, dass Jesus nicht als Säugling, sondern als etwa zwei- oder dreijähriger Junge dargestellt ist, der den Betrachter direkt anschaut und seine Arme einladend ausbreitet. Arm- und Körperhaltung Jesu ergeben dabei ein Kreuz, deuten also bereits den späteren Tod des Kindes an.
Von 1837 bis 1842 hielt er sich in Italien auf. Nach seiner Rückkehr führte er bis 1851 zusammen mit Karl Müller, Andreas Müller und Franz Ittenbach im Auftrag des Grafen Franz Egon von Fürstenberg-Stammheim die Freskogemälde aus der Geschichte Christi in der Apollinariskirche bei Remagen am Rhein aus. Die Fresken gelten als eines der bedeutendsten Monumentalwerke der Düsseldorfer Schule.
1853 bis 1857 fertigte er im Auftrag von Friedrich Wilhelm IV. die religiös-dogmatischen Wandmalereien in der Kapelle von Schloss Stolzenfels am Rhein. Bei dieser Arbeit, die als das Hauptwerk seines Schaffens angesehen wird, assistierte ihm Peter Joseph Molitor.
Die Gesamtarbeit gliedert sich in folgende, durch noch erhaltene Studien vorbereitete Einzelwerke:
- Adam und Eva im Garten Eden
- Sündenfall
- Kain erschlägt Abel
- Opferung Isaaks
- König David
- Verkündigung an Maria
- Anbetung des Kindes
- Kreuzigung
- Auferstehung Christi
- Himmelfahrt Christi
- Ausgießung des Heiligen Geistes
- Jüngstes Gericht

1861 erhielt er eine Professur für religiöse Historienmalerei an der Kunstakademie Düsseldorf, an der er seit 1860 als Lehrer gewirkt hatte. Zu seinen Schülern zählen Franz Paul Massau und Friedrich Stummel.
Degers Werke waren durch Vervielfältigungen weit verbreitet. Die zeitgenössische Kunstkritik schätzte die edle Einfachheit, geistvolle Komposition, Innigkeit und innere Wahrheit seiner Werke, die aus tiefster Frömmigkeit entstanden.

## Werke
- Akademische Feier zum Andenken an Ernst Deger, geb. 1809, gest. 1885. Henry, Düsseldorf 1885. (Digitalisat)